# NGC 3711/2
NGC 3711/2 је галаксија у сазвежђу Пехар која се налази на NGC листи објеката дубоког неба.
Деклинација објекта је - 11° 4' 26" а ректасцензија 11h 29m 26,0s. Привидна величина (магнитуда) објекта NGC 3711 износи 15,0 а фотографска магнитуда 16,0. NGC 37112 је још познат и под ознакама MCG -2-29-35.